# Asphondylia itoi
Asphondylia itoi är en tvåvingeart som beskrevs av Nami Uechi och Junichi Yukawa 2004. Asphondylia itoi ingår i släktet Asphondylia och familjen gallmyggor. Inga underarter finns listade i Catalogue of Life.